# Ectropis aigneri
Ectropis aigneri là một loài bướm đêm trong họ Geometridae.